# Росатом
Държавната корпорация за атомна енергия „Росатом“ управлява всички ядрени активи на Руската федерация – както гражданската част на атомния отрасъл, така и ядрения оръжеен комплекс.
В своята работа Държавна корпорация „Росатом“ съчетава търговска дейност, осигурявайки развитието на ядрената енергетика и предприятията от ядрения горивен цикъл, и изпълнение на функциите, възложени ѝ от държавата – осигуряване на националната безопасност (ядрено сдържане), ядрена и радиационна безопасност, както и развитие на приложната и фундаменталната наука. Освен това Държавната корпорация е упълномощена от името на Руската Федерация да реализира международните ангажименти на Русия в областта на мирното използване на атомната енергия и режима на неразпространение на ядрени материали.

## Цели и задачи
Държавна корпорация за атомна енергия „Росатом“ е създадена на 18 декември 2007 година. Създаването ѝ е предшествано от приемането на федерален Закон за държавната корпорация за атомна енергия „Росатом“, влязъл в сила на 5 декември 2007 година.
Държавата възлага на Държавна корпорация „Росатом“ 3 главни задачи:
- осигуряване на устойчиво развитие на ядрения оръжеен комплекс;
- увеличаване на дела на атомната енергия в енергийния баланс на страната (цел: 25 – 30 % към 2030 година) с повишаване на нивото на безопасност на работа в отрасъла;
- разширяване на традиционните ниши на руското присъствие на световния пазар за ядрени технологии, както и завоюване на нови.

Едно от важните направления на Държавна корпорация „Росатом“ е „Атоменергопром“ АД, обединяващо всички граждански активи в ядрения отрасъл. Освен това в състава на Държавната корпорация влизат предприятия от ядрения оръжеен комплекс, Федерално Държавно Унитарно предприятие „Атомфлот“, управляващо ядрения ледоразбивачески флот, „ИНТЕР РАО ЕЕС“, управляващо енергийни активи в 14 страни и контролиращо операциите, свързани с износ и внос на електроенергия, а също така „Атомстройекспорт“ АД, занимаващо се със строителството на АЕЦ извън Руската Федерация.

## Структура на отрасъла

### Ядрен енергиен комплекс
Една от главните цели на Държавна корпорация „Росатом“ е устойчивото осигуряване на електроенергия за промишлеността и населението на Русия с постъпателно увеличаване на дела на електроенергията, произвеждана от АЕЦ.
Държавна корпорация „Росатом“ към днешна дата осигурява 17,82 % от производството на електрическа енергия в Русия (по данни на МААЕ).
Държавна корпорация „Росатом“ е една от малкото компании на световно ниво, разполагаща с всички ядрени технологии. Едно от важните направления на Държавна корпорация „Росатом“ е „Атоменергопром“ АД (пълно наименование – акционерно дружество „Атомен енергийно-промишлен комплекс“), обединяващо всички граждански активи в ядрения отрасъл. 100 % от акциите на ядрения холдинг принадлежат на Държавна корпорация „Росатом“. Освен това в състава на ядрения енергиен комплекс на Държавна корпорация „Росатом“ влизат инженерингова компания „Атомстройекспорт“ и националният оператор за внос-износ на електроенергия компания „Интер РАО ЕЕС“.

#### „Атоменергопром“ АД
Атоменергопром е нов бранд на руския ядрен отрасъл на световния пазар, предшестван от десетилетия история на формиране на сферата на ядрените технологии, опита на поколенията и смелост в иновациите.

#### Направление за добив на уран
„Уранов холдинг АРМЗ“ е уранодобивно и рудодобивно направление на Държавна корпорация „Росатом“. „Атомредметзолото“ АД влиза в състава на Държавна корпорация за атомна енергия „Росатом“ и е упълномощена компания по осигуряване на суровини за руския ядрен отрасъл.

#### Направление за обогатяване на уран
Държавна корпорация „Росатом“ притежава най-съвременната технология за обогатяване на уран – газово-центрофужна, по-добра от която въпреки всички опити не е създадена от никоя друга страна в света. Това отрежда лидерска позиция на „Росатом“ на световния пазар за услуги, свързани с обогатяването на уран – държавната корпорация разполага с 40% от световните обогатителни мощности.
През декември 2008 година в състава на „Атоменергопром“ е създадена специална Управляваща компания „Обединена компания „Разделително-сублиматен комплекс“ АД.

#### Направление за търговия с услуги, свързани с обогатяване на уран, обогатен уран и изотопна продукция
„Техснабекспорт“ АД е ексклузивен търговски представител на Държавна корпорация „Росатом“ на международния пазар на услугите, свързани с обогатяване на уран и уранова продукция. Компанията е създадена през 1963 година като външнотърговски агент на съветския ядрен отрасъл и оттогава работи на външния пазар под бранда TENEX. 100 % от акциите принадлежат на „Атоменергопром“ АД.

#### Направление за производство на оборудване за обогатяване на уран
Като самостоятелна структура в рамките на Държавна корпорация „Росатом“ направлението за производство на оборудване за обогатяване на уран и разработване на нови модели газови центрофуги е създадено през 2008 година – през тази година е учредена управляващата компания „Руска газова центрофуга“ АД. 100 % от акциите на компанията принадлежат на нейния учредител – „Техснабекспорт“ АД.

#### Направление за машиностроене
Ядро на направлението е холдингова компания „Атоменергомаш“ АД, създадена през 2006 година. 63,58 % от акциите на компанията принадлежат на „Атоменергопром“.

#### Направление за производство на ядрено гориво
„ТВЕЛ“ АД е един от световните лидери в производството на свежо ядрено гориво. ТВЕЛ произвежда горивни касети за реактори с вода под налягане (руски дизайн – ВВЕР-1000, ВВЕР-440 и западен дизайн), реактори от ураново-графитен тип (РБМК-1000, РБМК-1500, ЕГП-6), реактори с бързи неутрони (БН-600), изследователски и корабни реактори. С гориво, произвеждано от компания „ТВЕЛ“, днес работи всеки шести реактор в света.

#### Направление за производство на електроенергия в АЕЦ
Към днешна дата в Русия се експлоатират 10 атомни електроцентрали (общо 33 енергоблока с инсталирана мощност 25,2 GW), които произвеждат около 16 % от целия обем произвеждана електроенергия.
Действащи АЕЦ в Русия
- Балаковска АЕЦ
- Белоярска АЕЦ
- Билибинска АЕЦ
- Калининска АЕЦ
- Колска АЕЦ
- Курска АЕЦ
- Ленинградска АЕЦ
- Нововоронежка АЕЦ
- Ростовска АЕЦ
- Смоленска АЕЦ

Строящи се АЕЦ в Русия
- Балтийска АЕЦ
- Ленинградска АЕЦ-2
- Нововоронежка АЕЦ-2
- Плаваща АЕЦ „Академик Ломоносов“
- Към Колска АЕЦ-2 (на площадката на Колска АЕЦ, 2 енергоблока ВВЕР-1300)
- Към Курска АЕЦ-2 (селище Макаровка, Курска област, 4 енергоблока ВВЕР-1300)
- Към Нижегородска АЕЦ (Навашински район, Нижегородска област, 2 енергоблока ВВЕР-1300)
- Към Тверска АЕЦ (Ржевски или Удомелски райони, Тверска област, 4 енергоблока ВВЕР-1200)
- Към Северска АЕЦ (ЗАТО Северск, Томска област, 2 енергоблока ВВЕР-1200)
- Към Смоленска АЕЦ-2 (на площадката на Смоленска АЕЦ, 2 енергоблока ВВЕР-1300)
- Към Централна АЕЦ (Буйски район, Костромска област, 2 или 4 енергоблока ВВЕР-1200)
- Към Южно-Уралска АЕЦ (ЗАТО Озьорск, Челябинска област, 3 енергоблока БН-1200)
- Относно статуса „изведена от експлоатация“, понастоящем такъв има само Обнинската АЕЦ. Това е първата в света АЕЦ, въведена в експлоатация през 1954 година и спряна през 2002 година. Понастоящем на базата на тази централа се изгражда музей.

Действащи АЕЦ по света, изградени от „Росатом“
- Тянванска АЕЦ (Китай)
- АЕЦ „Богунице“ (Словакия)
- АЕЦ „Козлодуй“ (България)
- АЕЦ „Пакш“ (Унгария)

Строящи се АЕЦ по света, изграждани от „Росатом“
- АЕЦ „Бушер“ (Иран)
- АЕЦ „Куданкулам“ (Индия)
- АЕЦ „Акую“ (Турция)
- Тянванска АЕЦ 3, 4 (Китай)
- АЕЦ „Нинтхуан-1“ (Виетнам)
- АЕЦ „Моховце“ (Словакия)
- Беларуска АЕЦ
- Хмелницка АЕЦ (Украйна)
- АЕЦ „Пакш“ (Унгария)
- АЕЦ „Темелин“ (Чехия)

#### Направление за проектиране, инженеринг и изграждане на АЕЦ
Направлението за инженеринг и проектиране на АЕЦ е най-конкурентната сфера на дейност на Държавна корпорация „Росатом“ – за проекти за изграждане на нови АЕЦ в Русия и в други страни се състезават четири компании: три инженерингови компании, създадени през 2007 година на базата на три проектни института „Атоменергопроект“ в Москва, Санкт-Петербург и Нижни Новгород, както и компания „Атомстройекспорт“.

### Научноизследователска и проектно-конструкторска дейност

#### Направление за управление на чуждестранни енергийни активи, активи за генериране на топлинна енергия и внос-износ на електроенергия
Компания „Интер РАО ЕЕС“ притежава преносни, генериращи и разпределителни енергийни активи в Русия, а също така в Грузия, Армения, Молдова, Казахстан, Таджикистан, Турция, Финландия и други страни – общо 20 компании в 14 страни. Общата инсталирана мощност на електроцентралите, влизащи в състава на „Интер РАО ЕЕС“, е около 8000 МW. Освен това в Русия „Интер РАО ЕЕС“ управлява една от най-големите в областта на генерирането на топлинна енергия компании в страната – ОГК-1 (третата по обем на инсталирана мощност компания в Русия след енергийните активи на „Газпром“ и „КЕС-холдинг“). Компания „Интер РАО ЕЕС“ е практически оператор-монополист в износа и вноса на електроенергия – тя извършва над 90 % от операциите износ/внос в енергийния сектор.

#### Ядрена и радиационна безопасност
Осигуряването на ядрена и радиационна безопасност е една от основните функции, които държавата възлага на Държавна корпорация „Росатом“.

#### Приложна и фундаментална наука
В Държавна корпорация „Росатом“ основни центрове, осигуряващи изследвания в областта на фундаменталната ядрена физика, е Държавният научен център на Руската Федерация – Институт за физика на високите енергии и Държавният научен център на Руската Федерация — Институт за Теоретична и Експериментална Физика.

#### Ядрен ледоразбивен флот
Понастоящем Федералното Държавно Унитарно предприятие „Атомфлот“ експлоатира 4 ледоразбивача с мощност 75 хил. к.с. („Русия“, „Съветски съюз“, „Ямал“ и „50 години от Победата“) и два ледоразбивача с мощност 50 хил. к.с. („Таймир“ и „Вайгач“), както и лихтеровоз-контейнеровоза „Севморпут“ с мощност 40 хил. к.с. Освен това експлоатира 2 плаващи технически бази („Имандра“ и „Лота“), спецтанкер за течни радиоактивни отпадъци „Серебрянка“ и плавателен съд за осигуряване на санитарна обработка на персонала и дозиметричен контрол „Роста-1“.

## История на ядрения отрасъл
Изследванията в областта на ядрената физика в Русия имат дълга история. Още през 1918 г. в Комисията на Академията на науките за изучаване на естествените и производствените сили на Русия е формиран Първи отдел. Неговата задача е да организира изследванията на редки и радиоактивни материали. През 1920 г. се провежда първото заседание на Атомната комисия, в чиято работа се включват Абрам Фьодорович Иофе и други известни учени. Година по-късно Държавният научен съвет на Народния комисариат на просвещението създава към Академията на науките на СССР Радиева лаборатория (по-късно – Радиев институт), чийто завеждащ е Виталий Григориевич Хлопин.
Държавната корпорация осигурява провеждането на държавна политика и единство на управлението при използването на атомна енергия, стабилно функциониране на ядрения енергийно-промишлен и ядрения оръжеен комплекси, ядрената и радиационната безопасност. Също така са ѝ възложени задачи, свързани с изпълнение на международните ангажименти на Русия в областта на мирното използване на атомната енергия и режима на неразпространение на ядрени материали. Целта на създаването на Държавна корпорация „Росатом“ е тя да способства за изпълнението на федералната целева програма за развитие на ядрения отрасъл, да създава нови условия за развитие на ядрената енергетика, да повишава конкурентните преимущества на Русия на световния пазар за ядрени технологии.
През ноември 2011 година Управлението на „Росатом“ одобрява стратегия на „Росатом“ до 2030 година. В съответствие с обновената стратегия е възприета нова насока. „Стратегическата цел на „Росатом“ е глобално технологично лидерство. Към това са насочени основните ресурси на отрасъла“ (Ръководител на Блока за стратегии и инвестиции на Росатом е Игор Караваев).
Първи ръководител на отрасъла е началникът на Първо Главно управление към Съвета на народните комисари на СССР Борис Лвович Ванников.
На 15 ноември 2005 година с указ на Правителството на Руската Федерация за ръководител на Федералната агенция за атомна енергия е назначен Сергей Владиленович Кириенко. От 12 декември 2007 година с указ на Президента на Руската Федерация С. В. Кириенко е назначен за генерален директор на Държавната корпорация за атомна енергия „Росатом“.